# Multhan
Multhan fou un estat tributari protegit, del tipus thakurat garanti, inicialment a l'agència de Bhopawar i després a l'agència de Malwa, a l'Índia central. La superfície era de 236 km² i la població de 7.644 habitants repartits en 29 pobles. Tenia uns ingressos estimats de 62.000 rúpies i pagava un tribut a Dhar de 1804 lliures. La capital era Multhan a 58 km de Dhar. La terra era rica i l'aigua abundant; les principals produccions eren l'opi i el blat.
El sobirà portava el títol de thakur i era un rajput rathor feudatari de Dhar. Estava emparentat als rajputs rathors de Ratlam (fou concedit per primer cop a Kunwar Sakat Singh, fill petit de Ratan Singh de Ratlam, a la segona meitat del segle XVII) i gaudia de gran consideració del poble.

## Llista de thakurs
- Thakur SAKAT SINGH ?-1691
- Thakur ANUP SINGH 1691-1704
- Thakur INDRA SINGH 1704-?
- Thakur RAJ SINGH
- Thakur RUP SINGH
- Thakur CHHATRASAL
- Thakur ANAND SINGH
- Thakur LAKSHMAN SINGH ?-1810
- Thakur SAWAI SINGH 1810-1849,
- Thakur DALPAT SINGH 1849-1900
- Dharmalankar Dharm-Bhushan Dharm-Diwaker Shreeman Maharaj BHARAT SINHJI Sahib 1900-1948 (adoptat, era fill de Jaswant Singh de Sailana) (+1971)